# 모스라 3
모스라 3(モスラ 3 キングギドラ来襲, Mothra 3: King Ghidora Attacks)은 일본에서 제작된 요네다 오키히로 감독의 1998년 판타지, SF 영화이다. 고바야시 메구미 등이 주연으로 출연하였다.

## 출연

### 주연
- 고바야시 메구미
- 타테 미사토

### 조연
- 하노 아키
- 오니타 아츠시
- 키타가와 츠토무
- 우에다 코이치